# Toksook Bay
Toksook Bay es una ciudad ubicada en el Área censal de Bethel en el estado estadounidense de Alaska. En el Censo de 2010 tenía una población de 590 habitantes y una densidad poblacional de 3,08 personas por km².

## Geografía
Toksook Bay se encuentra en las coordenadas 60°31′44″N 165°6′21″O / 60.52889, -165.10583. Según la Oficina del Censo de los Estados Unidos, Toksook Bay tiene una superficie total de 191.29 km², de la cual 84.53 km² corresponden a tierra firme y (55.81%) 106.75 km² es agua.

## Demografía
Según el censo de 2010, había 590 personas residiendo en Toksook Bay. La densidad de población era de 3,08 hab./km². De los 590 habitantes, Toksook Bay estaba compuesto por el 4.41% blancos, el 0.34% eran afroamericanos, el 92.03% eran amerindios, el 0.17% eran asiáticos, el 0% eran isleños del Pacífico, el 1.02% eran de otras razas y el 2.03% pertenecían a dos o más razas. Del total de la población el 1.02% eran hispanos o latinos de cualquier raza.